# كارمن موندراغون
كارمن موندراغون (بالإسبانية: Carmen Mondragón)‏ (8 يوليو 1893 في المكسيك - 23 يناير 1978، مدينة مكسيكو في المكسيك)؛ كاتِبة ومؤلِّفة، رسامة، عارضة وشاعرة مكسيكية.